# 1474 en santé et médecine
| Années de la santé et de la médecine : 1471 - 1472 - 1473 - 1474 - 1475 - 1476 - 1477    |
| Décennies de la santé et de la médecine : 1440 - 1450 - 1460 - 1470 - 1480 - 1490 - 1500 |

Cet article présente les faits marquants de l'année 1474 en santé et médecine.

## Événements
- Janvier : selon la Chronique scandaleuse de Jean de Roye, un chirurgien parisien du nom de Germain Collot aurait réussi l'opération de la taille sur un archer condamné à mort[1], mais le texte est trop imprécis pour qu'on en déduise la nature exacte du procédé, et certains vont même jusqu'à penser qu'il a pu s'agir d'une néphrostomie[2],[3].
- Fondation de l'hôpital du Saint-Esprit à Copenhague  par le roi Christian Ier[4].
- Fondation à La Cellette, en Limousin, d'un asile qui est à l'origine de l'actuel centre hospitalier du Pays d'Eygurande[5],[6].
- Fondation de l'hôpital de la Quarantaine à Lyon, pour les victimes de la peste[7].
- Fondation de l'université de Saragosse, où la médecine est enseignée dès l'origine[8].
- 1474-1476 : fondation de l'hôpital Notre-Dame de la Tombe, à Kain, près de Tournai, en Hainaut[9].

## Publications
- Première édition, imprimée à Ferrare, du De oculis eorumque egritudinibus et curis de Benvenuto Grassi (XIVe s.[10]).
- Première édition, imprimée à Milan, du commentaire du Canon d'Avicenne de Jacopo da Forlì (c. 1364-1414), rédigé à Padoue vers 1413-1414[11].

## Décès
- 26 juillet : Robert Poitevin (né à une date inconnue), médecin, étudiant à Paris et Montpellier, chancelier de l'université de Poitiers, professeur à Paris, exécuteur testamentaire d'Agnès Sorel qu'il fut soupçonné d'avoir empoisonnée, médecin des rois Charles VII et Louis XI[12],[13].
- Hermentaire Toussaint (né à une date inconnue), apothicaire à Grasse en Provence[14].
- Jean Candel (né à une date inconnue), chirurgien au service de la cour de Bourgogne[15].
- Nicolas Tignosius (né à une date inconnue), médecin et philosophe italien, professeur à Pise, commentateur d'Aristote[16].
- 1473 ou 1474 : André Leopardi (né à une date inconnue), médecin à Venise et à Belley[17].